# Ctenus spiculus
Ctenus spiculus är en spindelart som beskrevs av F. O. Pickard-Cambridge 1897. Ctenus spiculus ingår i släktet Ctenus och familjen Ctenidae.
Artens utbredningsområde är Colombia. Inga underarter finns listade i Catalogue of Life.